# Georg-Günther von Forstner
Alexander Friedrich Paul Robert Georg-Günther Freiherr von Forstner, kurz Georg-Günther Freiherr von Forstner, (* 21. November 1882 in Königsberg i. Pr.; † 26. Oktober 1940 in Berlin) war ein deutscher Marineoffizier und Schriftsteller.

## Leben
Seine Eltern waren Gustav Freiherr von Forstner (1841–1925) und Susanne von Lilienthal (1854–1938), aus Hinrichshagenhof bei Greifswald stammend, Tochter der Wilhelmine (Minna) Meyer und des Benno von Lilienthal, Hauptmann a. D. Forstner hatte fünf Geschwister.
Eine Schwester von Forstner leitete in Greifswald die Kasse von St. Jakobi. Zwei Brüder starben früh im Ersten Weltkrieg. Der älteste Bruder Hans von Forstner, kgl. preuß. Assessor, später Amtsrichter, starb als Vize-Feldwebel, Bruder Wilhelm fiel 1915 als Oberleutnant in Frankreich.
Im April 1900 trat von Forstner in die Kaiserliche Marine ein. Am 27. September 1903 wurde er zum Leutnant zur See ernannt. Schon am 21. März 1905 erfolgte seine Beförderung zum Oberleutnant zur See auf der Kaiser Karl der Große. 1908 wirkte er auf der Königsberg und 1909 auf der Hertha. Am 22. März 1910 erfolgte seine Beförderung zum Kapitänleutnant. Noch im selben Jahre wirkte er bei der Inspektion des Torpedowesens. Bis 1914 wirkte von Forstner noch als Adjutant von Konteradmiral Konrad von Henkel-Gebhardi an der Werft in Kiel.
Nach Ausbruch des Ersten Weltkrieges war er bis Juli 1916 als Kommandant von U 28 eingesetzt. Unter seinem Kommando versenkte das U-Boot am 28. März 1915 den britischen Passagierdampfer Falaba im St.-Georgs-Kanal, wobei 104 Menschen ums Leben kamen. Unter den toten Passagieren befand sich das erste US-amerikanische Todesopfer im Ersten Weltkrieg, was für Spannungen zwischen den Vereinigten Staaten und dem Deutschen Reich führte. Danach wirkte er bis Dezember 1917 als Lehrer an der U-Boots-Schule. Danach folgte eine kurzweilige Verwendung als Chef der Arösund-Division unter gleichzeitigem Einsatz als Kommandant der Panther. Bis Ende des Krieges wirkte er als Erster Offizier auf der Königsberg. Noch am 28. April 1918 erfolgte seine Beförderung zum Korvettenkapitän. Am 9. Juli 1919 schied er aus der deutschen Marine aus.
In der Weimarer Republik betätigte sich von Forstner als Autor und zog nach Greifswald. Von Forstner trat offen als geschichtsrevisionistisch auf und beschuldigte in einem Vortrag auf einer Versammlung der
Deutschnationale Volkspartei (DNVP) in Stralsund die Sozialdemokratie als Ursache für die deutsche Niederlage im Ersten Weltkrieg. Als Vorsitzender des Greifswalder Stahlhelm und DNVP-Mitglied ließ er sich auch 1921 als Kandidat im Wahlkreis Pommern aufstellen.
Georg-Günther von Forstner blieb unvermählt und lebte in Berlin. Seine Schwester Gertrud starb als letzte seiner engeren Familie, 1967 in Greifswald. Der Landrat Waldemar von Lilienthal war sein Onkel.

## Werke
- Als U-Boots-Kommandant gegen England. Ullstein & Co., Berlin, 1916
- U-Boots-Leben. Velhagen & Klasing, Bielefeld, 1917
- Vom U-Boot zum Unterstand! Siegismund, Berlin, 1917
- The Journal of Submarine Commander von Forstner. Houghton Mifflin, Boston, 1917
- Die Marine-Meuterei. K. Curtius, Berlin, 1919
- Unsere Marine im Weltkrieg. Brunnen-Verlag, W. Bischoff, 1934 (mit Fritz-Otto Busch)
- Krieg auf sieben Ozeanen. Brunnen-Verl. Bischoff, 1935 (mit Fritz-Otto Busch)
- Begegnungen mit Seeungeheuern. Grethlein, Leipzig, 1935 (mit Lt. Commander Rupert Thomas Gould)
- U-Boots-Kommandanten und Kriegsverbrecher; unbekanntes von unseren U-Booten. Frundsberg-Verlag, G.m.b.H, Berlin
- Das Kampfschicksal der deutschen Flotte im Weltkrieg; was wir vom Seekrieg nicht wissen. E.A. Seemann, Leipzig, 1937
- U-Boot ahoi! Deutsche U-Boote in Kriegs- und Friedenszeiten. G. Weise, Berlin, 1937
- Die Seeschlacht bei Coronel am 1. November 1914, 1937
- Krieg in der Ostsee. G. Weise, 1938
- Der Seemann lacht: Lustiges auf Häfen und Meeren, G. Weise, Berlin, 1938
- U-Boot vor dem Feind. G. Weise, Berlin, 1939
- November-Spuk. Erlebnisse 1918 bis 1920. G. Weise, Berlin, 1939
- Der Luftpionier Otto Fritzsche. E. A. Seemann, Leipzig, 1941

## Genealogie
- Gothaisches Genealogisches Taschenbuch der Freiherrlichen Häuser. 1915. Fünfundsechzigster Jahrgang, Justus Perthes, Gotha 1914, S. 247. Siehe: Internet Archive.
- Hans Friedrich von Ehrenkrook, Walter von Hueck, Friedrich Wilhelm Euler, u. a.: Genealogisches Handbuch der Freiherrliche Häuser. B (Briefadel). 1963. Band III, Band 31 der Gesamtreihe GHdA, Hrsg. Deutsches Adelsarchiv, C. A. Starke, Limburg an der Lahn 1963, S. 72–73.